# Оконек
Оконек (пол. Okonek, нім. Ratzebuhr in Pommern) — місто в північно-західній Польщі, на річці Чорна, притоці Гвди.

## Демографія
Демографічна структура станом на 31 березня 2011 року:
|          | Загалом | Допрацездатний вік | Працездатний вік | Постпрацездатний вік |
| -------- | ------- | ------------------ | ---------------- | -------------------- |
| Чоловіки | 1953    | 400                | 1366             | 187                  |
| Жінки    | 2092    | 422                | 1210             | 460                  |
| Разом    | 4045    | 822                | 2576             | 647                  |